# Monomma robinsoni
Monomma robinsoni es una especie de coleóptero de la familia Monommatidae. Presenta las siguientes subespecies: Monomma robinsoni macropunctum y Monomma robinsoni robinsoni

## Distribución geográfica
Habita en Madagascar.